# Gare de Schellebelle
La gare de Schellebelle (en néerlandais : station Schellebelle) est une gare ferroviaire belge de la ligne 50, de Bruxelles-Nord à Gand-Saint-Pierre, située à Schellebelle sur le territoire de la commune de Wichelen, dans la province de Flandre-Orientale en Région flamande.
Édifiée par la Compagnie du chemin de fer de Dendre-et-Waes et de Bruxelles vers Gand par Alost, elle est mise en service en 1856 pour le compte de l'administration des chemins de fer de l'État belge. C'est une halte ferroviaire de la Société nationale des chemins de fer belges (SNCB) desservie par des trains InterCity (IC), Omnibus (L) et Heure de pointe (P).

## Situation ferroviaire
Établie à 8 mètres d'altitude, la gare de Schellebelle est située au point kilométrique (PK) 40,437 de la ligne 50, de Bruxelles-Nord à Gand-Saint-Pierre, entre les gares de Serskamp et de Wetteren. Gare de bifurcation, elle est l'origine de la ligne 53, de Schellebelle à Louvain, avant la gare de Wichelen.

## Histoire
La « station de Schellebelle », est construite par la Compagnie du chemin de fer de Dendre-et-Waes et de Bruxelles vers Gand par Alost et mise en service le 1er mai 1856 par l'administration des chemins de fer de l'État belge, lorsqu'elle ouvre à l'exploitation la section d'Alost à Schellebelle. Elle est édifiée sur l'ancienne ligne de Malines à Gand, mise en service en 1837, à proximité de l'embranchement de la nouvelle ligne « Dendre-et-Waes » et son bâtiment est dû à l'architecte Jean-Pierre Cluysenaar. Il s’agissait d’une modeste halte munie d’une tour comme la plupart des gares de la ligne. 
Ce bâtiment était constitué d’un volume à deux niveaux de trois travées sous bâtière ainsi que d’une tour carrée de deux étages et demie. Au rez de chaussée se trouvait une salle d’attente, le bureau et guichet, le magasin des colis dans la base de la tour et une petite pièce. L’étage était occupé par le logement du chef de gare et de sa famille tandis que les toilettes se trouvaient dans un édifice séparé.
En 1910, un nouveau bâtiment standard à un seul étage est édifié à 100 mètres du précédent, qui devient l’habitation du chef de gare, tandis que le nouvel édifice est utilisé pour l’accueil des voyageurs.
La nouvelle gare était mieux située par rapport à l’ancienne et permettait d’allonger les quais, ce qui n’était pas possible sur l’emplacement de l’ancienne gare.
La nouvelle construction comporte cinq travées à arc en plein cintre sous toiture à croupes et sera plus tard agrandie d’une travée sous toit plat. Elle utilise une base en pierre bleue surmontée de murs en briques, dont les motifs sont les mêmes que ceux des gares de plan type 1881. Une verrière métallique protège le quai.
Une cabine de signalisation et une halle à marchandises lui seront adjointes.
Le bâtiment de J.P. Cluysenaar, qui n'abrite plus le logement du chef de gare depuis 1986, est détruit en 1996.
Le 1er janvier 2012, la gare est devenue un point d'arrêt et le guichet est définitivement fermé.
En 2015, les autres bâtiments sont à leur tour mis à terre et la construction d’une gare moderne démarre.

Bâtiments détruits en 2015
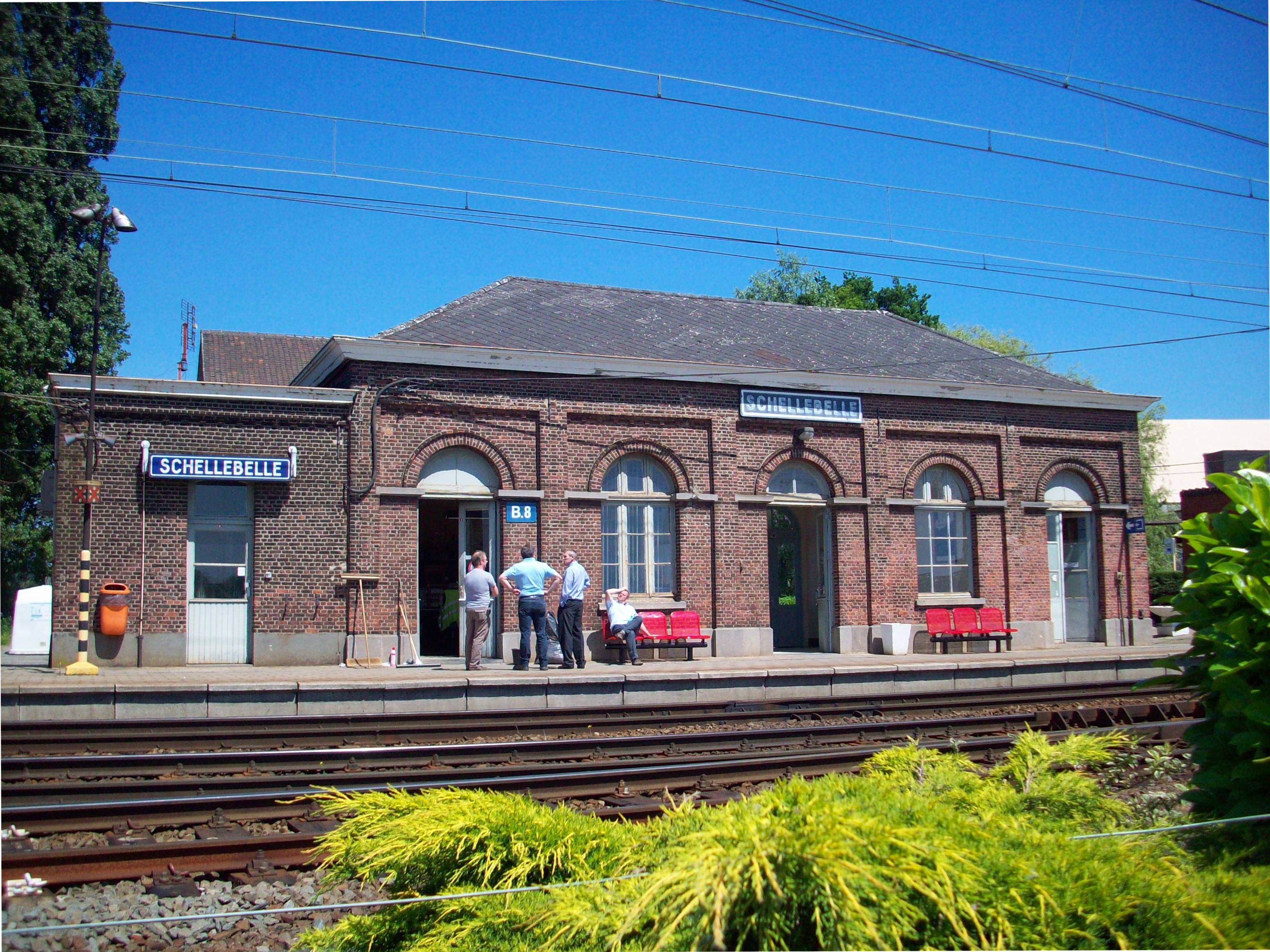
Bâtiment voyageurs
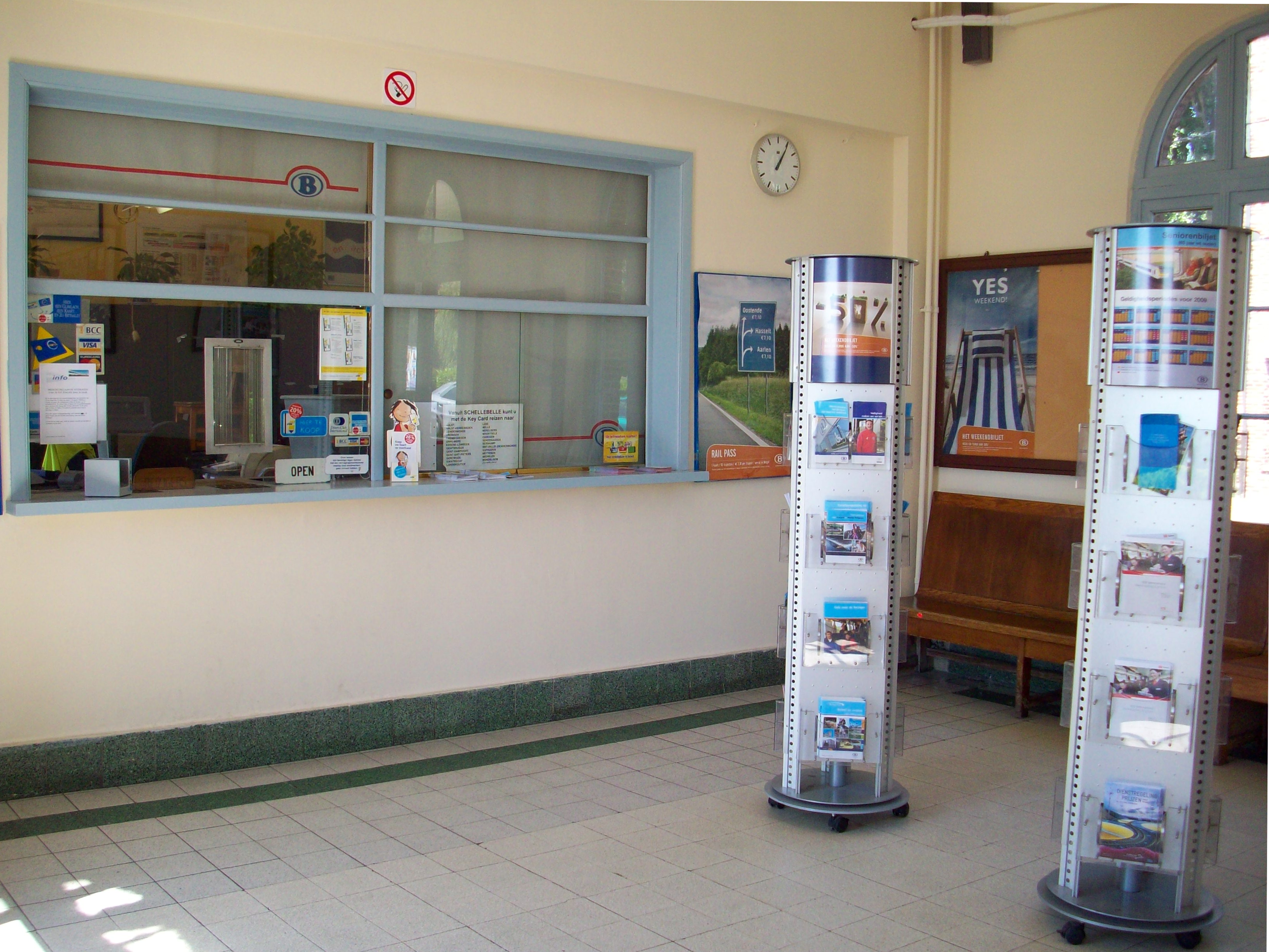
Hall et guichets
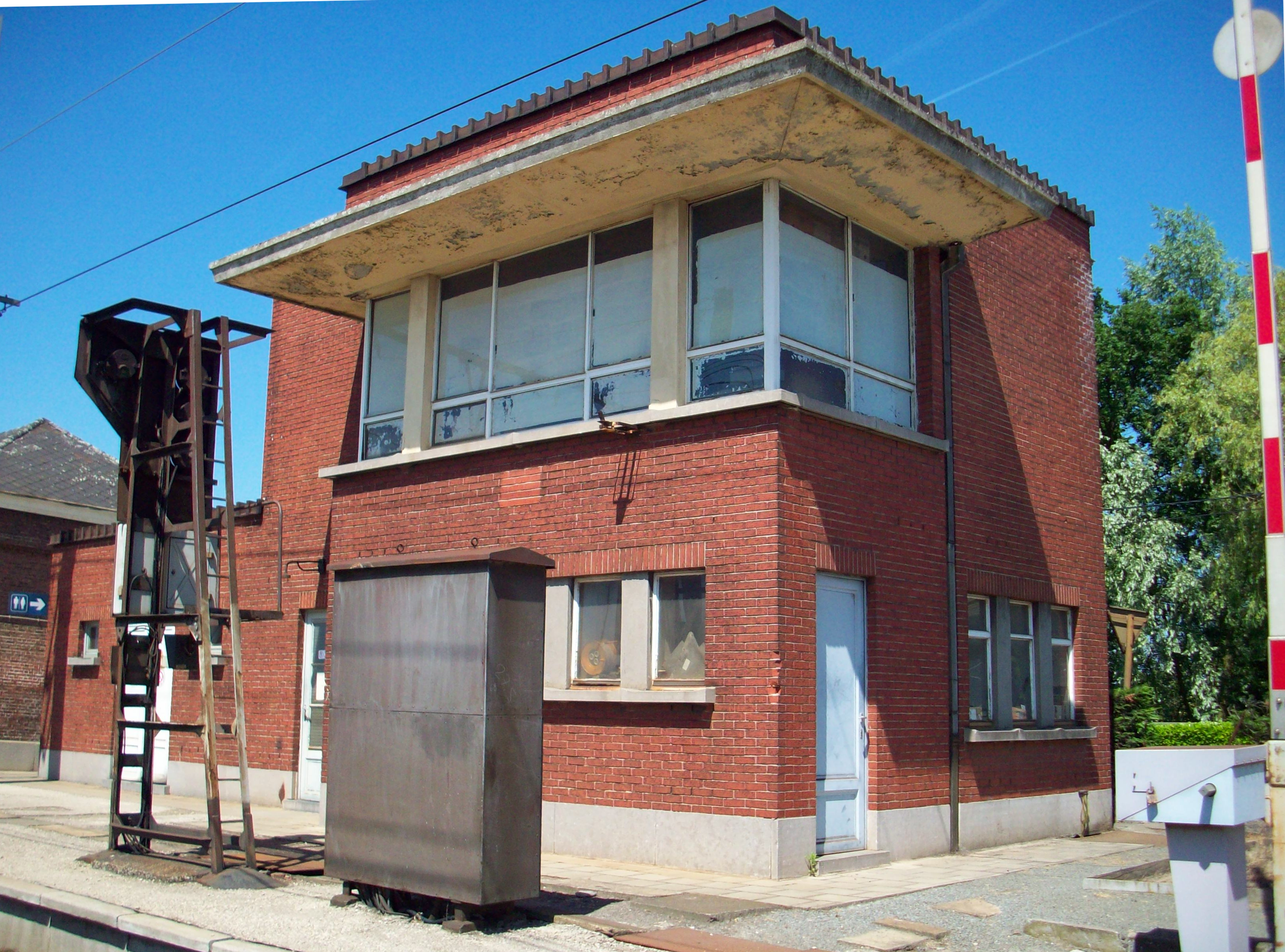
Bâtiment technique

## Service des voyageurs

### Accueil
Halte SNCB, c'est un point d'arrêt non géré (PANG) à accès libre.
La traversée des voies et le passage d'un quai à l'autre s'effectuent par le passage à niveau routier.

### Desserte
Schellebelle est desservie par des trains InterCity (IC), Omnibus (L) et Heure de pointe (P) de la SNCB desservant les lignes commerciales : 50 (Bruxelles - Gand) et 53 (Malines - Gand).
En semaine, la desserte comprend des trains IC-29 entre Gand-Saint-Pierre et Landen et des trains L entre Malines et Zeebrugge-Dorp (ou Zeebrugge-Strand pendant les vacances), complétés par :
- un unique train P qui relie Gand-Saint-Pierre et Alost le matin ;
- deux paires de trains P entre Gand-Saint-Pierre et Schaerbeek ;
- une paire de trains P entre Termonde et Gand-Saint-Pierre ;
- un unique train P qui relie Grammont et Gand-Saint-Pierre tôt le matin.

Les week-ends et jours fériés, la desserte est restreinte aux trains IC-29 entre La Panne, Gand-Saint-Pierre et Landen.

### Intermodalité
Un parc pour les vélos et un parking pour les véhicules y sont aménagés.

## Comptage voyageurs
Ce graphique et tableau montre le nombre de voyageurs embarquant en moyenne durant la semaine, le samedi et le dimanche.
| Nombre de passagers qui embarquent à la gare de Schellebelle | Nombre de passagers qui embarquent à la gare de Schellebelle | Nombre de passagers qui embarquent à la gare de Schellebelle | Nombre de passagers qui embarquent à la gare de Schellebelle |
|                                                              | Semaine                                                      | Samedi                                                       | Dimanche                                                     |
| ------------------------------------------------------------ | ------------------------------------------------------------ | ------------------------------------------------------------ | ------------------------------------------------------------ |
| 1977                                                         | 594                                                          | 144                                                          | 97                                                           |
| 1978                                                         | 606                                                          | 154                                                          | 117                                                          |
| 1979                                                         | 714                                                          | 134                                                          | 126                                                          |
| 1980                                                         | 640                                                          | 147                                                          | 86                                                           |
| 1981                                                         | 633                                                          | 115                                                          | 65                                                           |
| 1982                                                         | 602                                                          | 146                                                          | 101                                                          |
| 1983                                                         | 574                                                          | 142                                                          | 85                                                           |
| 1984                                                         | 512                                                          | 92                                                           | 66                                                           |
| 1985                                                         | 536                                                          | 112                                                          | 88                                                           |
| 1986                                                         | 494                                                          | 75                                                           | 49                                                           |
| 1987                                                         | 436                                                          | 87                                                           | 74                                                           |
| 1988                                                         | 452                                                          | 97                                                           | 83                                                           |
| 1989                                                         | 435                                                          | 75                                                           | 50                                                           |
| 1990                                                         | 429                                                          | 98                                                           | 64                                                           |
| 1991                                                         | 401                                                          | 67                                                           | 72                                                           |
| 1992                                                         | 495                                                          | 82                                                           | 92                                                           |
| 1993                                                         | 411                                                          | 115                                                          | 76                                                           |
| 1994                                                         | 407                                                          | 74                                                           | 80                                                           |
| 1995                                                         | 377                                                          | 75                                                           | 43                                                           |
| 1996                                                         | 489                                                          | 95                                                           | 61                                                           |
| 1997                                                         | 458                                                          | 84                                                           | 55                                                           |
| 1998                                                         | 625                                                          | 62                                                           | 54                                                           |
| 1999                                                         | 533                                                          | 108                                                          | 78                                                           |
| 2000                                                         | 443                                                          | 78                                                           | 58                                                           |
| 2001                                                         | 422                                                          | 81                                                           | 43                                                           |
| 2002                                                         | 348                                                          | 62                                                           | 59                                                           |
| 2003                                                         | 310                                                          | 77                                                           | 68                                                           |
| 2004                                                         | 415                                                          | 60                                                           | 44                                                           |
| 2005                                                         | 422                                                          | 110                                                          | 71                                                           |
| 2006                                                         | 417                                                          | 83                                                           | 74                                                           |
| 2007                                                         | 396                                                          | 72                                                           | 72                                                           |
| 2008                                                         | -                                                            | -                                                            | -                                                            |
| 2009                                                         | 398                                                          | 62                                                           | 65                                                           |
| 2010                                                         | -                                                            | -                                                            | -                                                            |
| 2011                                                         | -                                                            | -                                                            | -                                                            |
| 2012                                                         | 374                                                          | 65                                                           | 62                                                           |
| 2013                                                         | 349                                                          | 89                                                           | 54                                                           |
| 2014                                                         | 389                                                          | 73                                                           | 54                                                           |
| 2015                                                         | 440                                                          | 49                                                           | 42                                                           |
| 2016                                                         | 340                                                          | 65                                                           | 59                                                           |
| 2017                                                         | 411                                                          | 81                                                           | 72                                                           |
| 2018                                                         | 407                                                          | 83                                                           | 86                                                           |
| 2019                                                         | 560                                                          | 102                                                          | 84                                                           |
| 2020                                                         | 310                                                          | 65                                                           | 46                                                           |
| 2021                                                         | -                                                            | -                                                            | -                                                            |
| 2022                                                         | 476                                                          | 118                                                          | 94                                                           |
| 2023                                                         | 565                                                          | 145                                                          | 130                                                          |
| 2024                                                         | 475                                                          | 97                                                           | 93                                                           |